# Olympische Sommerspiele 1956/Leichtathletik – Dreisprung (Männer)

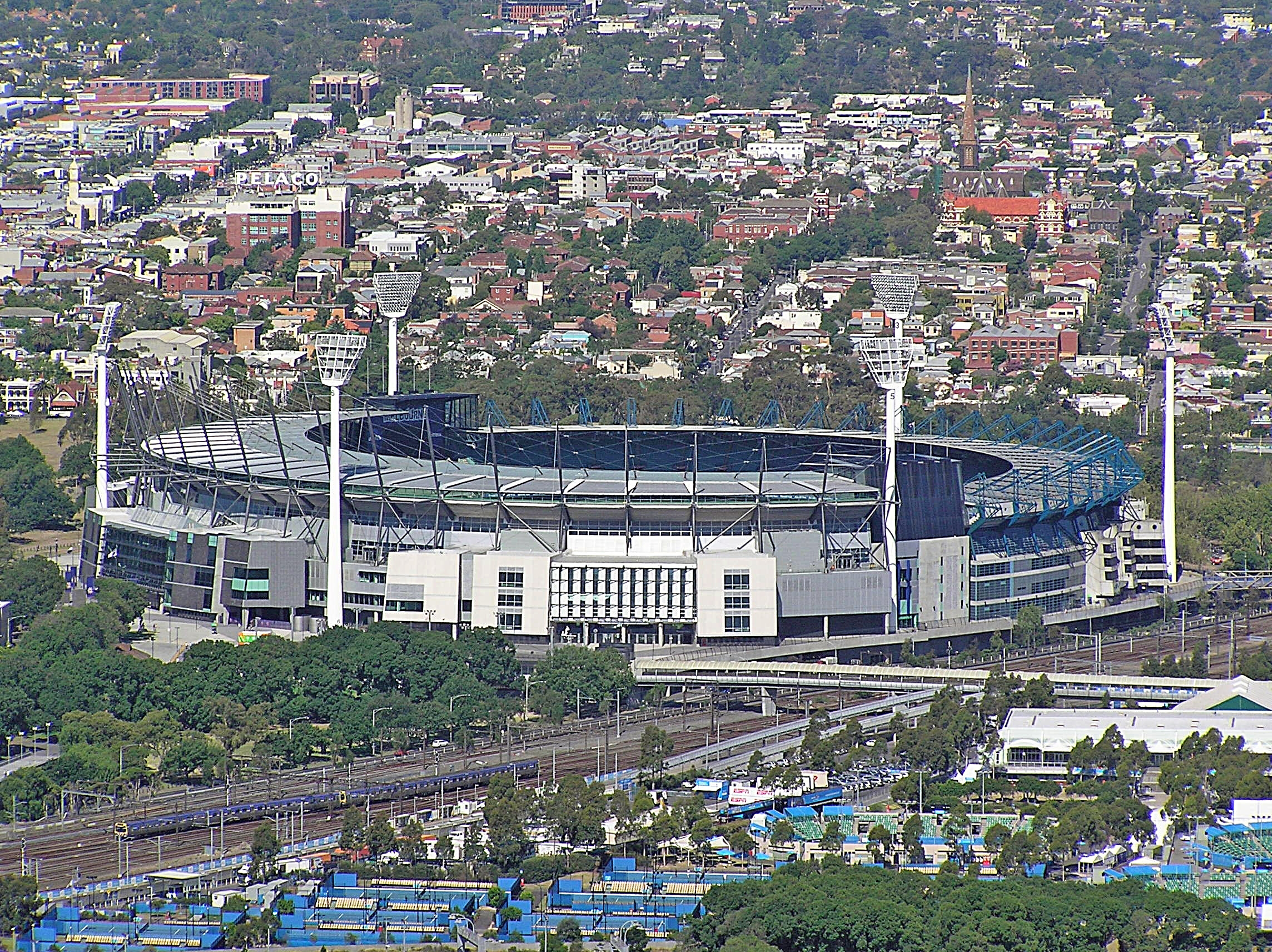
Melbourne Cricket Ground, Olympiastadion (hier im Jahr 2008)

Der Dreisprung der Männer bei den Olympischen Spielen 1956 in Melbourne wurde am 27. November 1956 im Melbourne Cricket Ground ausgetragen. 32 Athleten nahmen teil.
Olympiasieger wurde der brasilianische Olympiasieger von 1952 Adhemar da Silva. Er gewann vor dem Isländer Vilhjálmur Einarsson und Witold Krejer aus der Sowjetunion.
Schweizer, österreichische und deutsche Athleten nahmen nicht teil.

## Rekorde

### Bestehende Rekorde
| Weltrekord         | 16,56 m | Adhemar da Silva ( Brasilien) | Mexiko-Stadt, Mexiko          | 16. März 1955 |
| Olympischer Rekord | 16,22 m | Adhemar da Silva ( Brasilien) | Finale von Helsinki, Finnland | 23. Juli 1952 |

### Rekordverbesserungen
Der bestehende olympische Rekord wurde zweimal verbessert:
- 16,26 m – Vilhjálmur Einarsson (Island), Finale am 27. November, zweiter Durchgang
- 16,35 m – Adhemar da Silva (Brasilien), Finale am 27. November, vierter Durchgang

## Durchführung des Wettbewerbs
32 Athleten traten am 27. November zu einer Qualifikationsrunde an. Die geforderte Qualifikationsweite war mit 14,80 m so niedrig angesetzt, dass sie von 22 Wettbewerbern – hellblau unterlegt – übertroffen wurde, was eine für das Finalfeld eigentlich zu große Zahl von Teilnehmern darstellte. Für alle qualifizierten Springer fand das Finale am Nachmittag desselben Tages statt. Die in der Qualifikationsrunde erzielten Resultate wurden für den weiteren Wettkampfverlauf nicht mitgewertet. Im Finale standen jedem Springer zunächst drei Versuche zu. Die besten sechs Springer konnten dann weitere drei Sprünge machen.

## Zeitplan
27. November, 10:00 Uhr: Qualifikation

27. November, 14:30 Uhr: Finale
Anmerkung: Alle Zeiten sind als Ortszeit von Melbourne angegeben. (UTC + 10)

## Legende
Kurze Übersicht zur Bedeutung der Symbolik – so üblicherweise auch in sonstigen Veröffentlichungen verwendet:
| – | verzichtet                            |
| x | ungültig                              |
| r | Wettkampf nicht fortgesetzt (retired) |

## Qualifikation

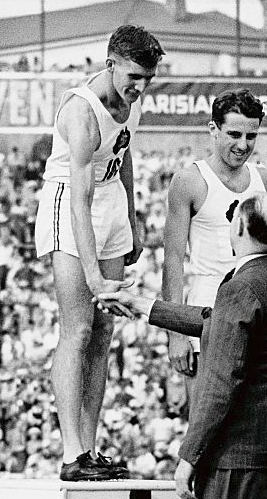
Brian Oliver (links) – ausgeschieden mit 14,74 m

Datum: 27. November 1956, 10:00 Uhr
| Platz | Name                      | Nation           | 1. Versuch | 2. Versuch | 3. Versuch | Resultat |
| ----- | ------------------------- | ---------------- | ---------- | ---------- | ---------- | -------- |
| 1     | Teruji Kogake             | Japan            | 15,63 m    | –          | –          | 15,63 m  |
| 2     | Leonid Schtscherbakow     | Sowjetunion      | 15,59 m    | –          | –          | 15,59 m  |
| 3     | Kōji Sakurai              | Japan            | 15,49 m    | –          | –          | 15,49 m  |
| 4     | Kari Rahkamo              | Finnland         | 15,43 m    | –          | –          | 15,43 m  |
| 5     | Witold Krejer             | Sowjetunion      | 15,38 m    | –          | –          | 15,38 m  |
| 6     | Hiroshi Shibata           | Japan            | 15,27 m    | –          | –          | 15,27 m  |
| 7     | George Shaw               | USA              | 14,79 m    | 15,23 m    | –          | 15,23 m  |
| 8     | Tapio Lehto               | Finnland         | 14,67 m    | 13,34 m    | 15,21 m    | 15,21 m  |
| 9     | Vilhjálmur Einarsson      | Island           | 15,16 m    | –          | –          | 15,16 m  |
| 9     | Bill Sharpe               | USA              | 15,16 m    | –          | –          | 15,16 m  |
| 11    | Adhemar da Silva          | Brasilien        | 15,15 m    | –          | –          | 15,15 m  |
| 12    | Éric Battista             | Frankreich       | 14,99 m    | –          | –          | 14,99 m  |
| 13    | Martin Řehák              | Tschechoslowakei | 14,97 m    | –          | –          | 14,97 m  |
| 14    | Lawrence Ogwang           | Uganda           | 14,76 m    | 14,31 m    | 14,95 m    | 14,95 m  |
| 15    | Mohinder Singh            | Indien           | 14,66 m    | 14,93 m    | –          | 14,93 m  |
| 16    | Ira Davis                 | USA              | 14,93 m    | –          | –          | 14,93 m  |
| 16    | Peter Esiri               | Nigeria          | 14,93 m    | –          | –          | 14,93 m  |
| 18    | Hannu Rantala             | Finnland         | 14,45 m    | 14,92 m    | 6,92 m     | 14,92 m  |
| 19    | Ken Wilmshurst            | Südkorea         | 14,89 m    | –          | –          | 14,89 m  |
| 20    | Choi Yeong-gi             | Südkorea         | 14,86 m    | –          | –          | 14,86 m  |
| 21    | Ryszard Malcherczyk       | Polen            | 14,84 m    | –          | –          | 14,84 m  |
| 22    | Paul Engo                 | Nigeria          | 14,81 m    | –          | –          | 14,81 m  |
| 23    | Brian Oliver              | Australien       | 14,37 m    | 14,08 m    | 14,74 m    | 14,74 m  |
| 24    | Gabuh bin Piging          | Nord-Borneo      | 14,47 m    | 14,55 m    | 6,45 m     | 14,55 m  |
| 25    | Ronald Gray               | Australien       | 14,37 m    | 14,46 m    | 14,31 m    | 14,46 m  |
| 26    | Wu Chun-Tsai              | Taiwan           | x          | 14,36 m    | x          | 14,36 m  |
| 27    | Maurice Rich              | Australien       | 14,26 m    | 13,76 m    | 13,91 m    | 14,26 m  |
| 28    | Sium bin Diau             | Nord-Borneo      | 13,99 m    | 13,56 m    | 14,09 m    | 14,09 m  |
| 29    | Walter Herssens           | Belgien          | 14,05 m    | 13,99 m    | x          | 14,05 m  |
| 30    | Muhammad Ramzan Ali       | Pakistan         | x          | x          | 13,90 m    | 13,90 m  |
| 31    | Muhammad Rashid           | Pakistan         | 13,00 m    | 13,53 m    | 13,35 m    | 13,53 m  |
| NM    | Tan Eng Yoon              | Singapur         | x          | x          | x          | ogV      |
| DNS   | Jewgeni Tschen            | Sowjetunion      |            |            |            |          |
| DNS   | Abdul Sattar Abdul Razzak | Königreich Irak  |            |            |            |          |
| DNS   | Asnoldo Devonish          | Venezuela        |            |            |            |          |

## Finale
Datum: 27. November 1956, 14:30 Uhr
| Platz | Name                  | Nation           | 1. Versuch | 2. Versuch | 3. Versuch | 4. Versuch                                | 5. Versuch                                | 6. Versuch                                | Endresultat | Anmerkung |
| ----- | --------------------- | ---------------- | ---------- | ---------- | ---------- | ----------------------------------------- | ----------------------------------------- | ----------------------------------------- | ----------- | --------- |
| 1     | Adhemar da Silva      | Brasilien        | 15,69 m    | 16,04 m    | 15,90 m    | 16,35 m OR                                | 16,26 m                                   | 16,21 m                                   | 16,35 m     | OR        |
| 2     | Vilhjálmur Einarsson  | Island           | x          | 16,26 m OR | 15,81 m    | 000x                                      | 15,61 m                                   | –                                         | 16,26 m     |           |
| 3     | Witold Krejer         | Sowjetunion      | 15,83 m    | 000x       | 16,02 m    | 15,51 m                                   | x                                         | x                                         | 16,02 m     |           |
| 4     | Bill Sharpe           | USA              | 15,88 m    | 000x       | 14,15 m    | 000r                                      |                                           |                                           | 15,88 m     |           |
| 5     | Martin Řehák          | Tschechoslowakei | 15,58 m    | 000x       | 15,85 m    | 000x                                      | 15,10 m                                   | 15,63 m                                   | 15,85 m     |           |
| 6     | Leonid Schtscherbakow | Sowjetunion      | 15,75 m    | 000x       | 15,58 m    | 000x                                      | 15,80 m                                   | 15,12 m                                   | 15,80 m     |           |
|       |                       |                  |            |            |            |                                           |                                           |                                           |             |           |
| 7     | Kōji Sakurai          | Japan            | 15,73 m    | 15,59 m    | 15,29 m    | nicht im Finale der besten sechs Springer | nicht im Finale der besten sechs Springer | nicht im Finale der besten sechs Springer | 15,73 m     |           |
| 8     | Teruji Kogake         | Japan            | 15,64 m    | 14,71 m    | 15,01 m    | nicht im Finale der besten sechs Springer | nicht im Finale der besten sechs Springer | nicht im Finale der besten sechs Springer | 15,64 m     |           |
| 9     | Ken Wilmshurst        | Großbritannien   | 15,42 m    | 15,54 m    | 15,09 m    | nicht im Finale der besten sechs Springer | nicht im Finale der besten sechs Springer | nicht im Finale der besten sechs Springer | 15,54 m     |           |
| 10    | Ryszard Malcherczyk   | Polen            | 15,54 m    | 15,26 m    | 15,41 m    | nicht im Finale der besten sechs Springer | nicht im Finale der besten sechs Springer | nicht im Finale der besten sechs Springer | 15,54 m     |           |
| 11    | Ira Davis             | USA              | 14,16 m    | 000x       | 15,40 m    | nicht im Finale der besten sechs Springer | nicht im Finale der besten sechs Springer | nicht im Finale der besten sechs Springer | 15,40 m     |           |
| 12    | George Shaw           | USA              | 15,33 m    | 000x       | x          | nicht im Finale der besten sechs Springer | nicht im Finale der besten sechs Springer | nicht im Finale der besten sechs Springer | 15,33 m     |           |
| 13    | Hiroshi Shibata       | Japan            | 15,25 m    | 14,85 m    | x          | nicht im Finale der besten sechs Springer | nicht im Finale der besten sechs Springer | nicht im Finale der besten sechs Springer | 15,25 m     |           |
| 14    | Kari Rahkamo          | Finnland         | 15,21 m    | 000x       | x          | nicht im Finale der besten sechs Springer | nicht im Finale der besten sechs Springer | nicht im Finale der besten sechs Springer | 15,21 m     |           |
| 15    | Mohinder Singh        | Indien           | 15,20 m    | 000x       | x          | nicht im Finale der besten sechs Springer | nicht im Finale der besten sechs Springer | nicht im Finale der besten sechs Springer | 15,20 m     |           |
| 16    | Éric Battista         | Frankreich       | 15,15 m    | 15,03 m    | 14,87 m    | nicht im Finale der besten sechs Springer | nicht im Finale der besten sechs Springer | nicht im Finale der besten sechs Springer | 15,15 m     |           |
| 17    | Paul Engo             | Nigeria          | 14,98 m    | 15,03 m    | x          | nicht im Finale der besten sechs Springer | nicht im Finale der besten sechs Springer | nicht im Finale der besten sechs Springer | 15,03 m     |           |
| 18    | Tapio Lehto           | Finnland         | 14,63 m    | 14,91 m    | x          | nicht im Finale der besten sechs Springer | nicht im Finale der besten sechs Springer | nicht im Finale der besten sechs Springer | 14,91 m     |           |
| 19    | Hannu Rantala         | Finnland         | 14,65 m    | 14,87 m    | 14,87 m    | nicht im Finale der besten sechs Springer | nicht im Finale der besten sechs Springer | nicht im Finale der besten sechs Springer | 14,87 m     |           |
| 20    | Lawrence Ogwang       | Uganda           | 14,19 m    | 14,72 m    | 14,15 m    | nicht im Finale der besten sechs Springer | nicht im Finale der besten sechs Springer | nicht im Finale der besten sechs Springer | 14,72 m     |           |
| 21    | Choi Yeong-gi         | Südkorea         | 14,65 m    | 000x       | x          | nicht im Finale der besten sechs Springer | nicht im Finale der besten sechs Springer | nicht im Finale der besten sechs Springer | 14,65 m     |           |
| NM    | Peter Esiri           | Nigeria          | x          | 000x       | x          | nicht im Finale der besten sechs Springer | nicht im Finale der besten sechs Springer | nicht im Finale der besten sechs Springer | ogV         |           |

Topfavorit war der Olympiasieger von 1952 und Weltrekordhalter Adhemar Ferreira da Silva aus Brasilien. Auch der Silbermedaillist von 1952, Leonid Schtscherbakow aus der UdSSR, gehörte wie der Japaner Teruji Kogake in den engeren Favoritenkreis.
Eine Sensation war hingegen die Silbermedaille des Isländers Vilhjálmur Einarsson, der den Brasilianer herausfordern konnte und nach den ersten drei Durchgängen sogar in Führung lag. Da Silva verbesserte sich dann in seinem vierten Versuch auf die neue olympische Rekordweite von 16,35 m und übertraf Einarsson damit um neun Zentimeter. Das war die Entscheidung, da Silva wiederholte seinen Olympiasieg von 1952 in Helsinki. Ebenso unerwartet war die Bronzemedaille von Witold Krejer, einem Landsmann Schtscherbakows, der Sechster wurde.
Adhemar Ferreira da Silva war der zweite Dreispringer nach Myer Prinstein, dem Goldmedaillengewinner von 1900 und 1904, der seinen Olympiasieg wiederholen konnte.

Vilhjálmur Einarsson gewann die erste Medaille überhaupt bei Olympischen Spielen für Island.

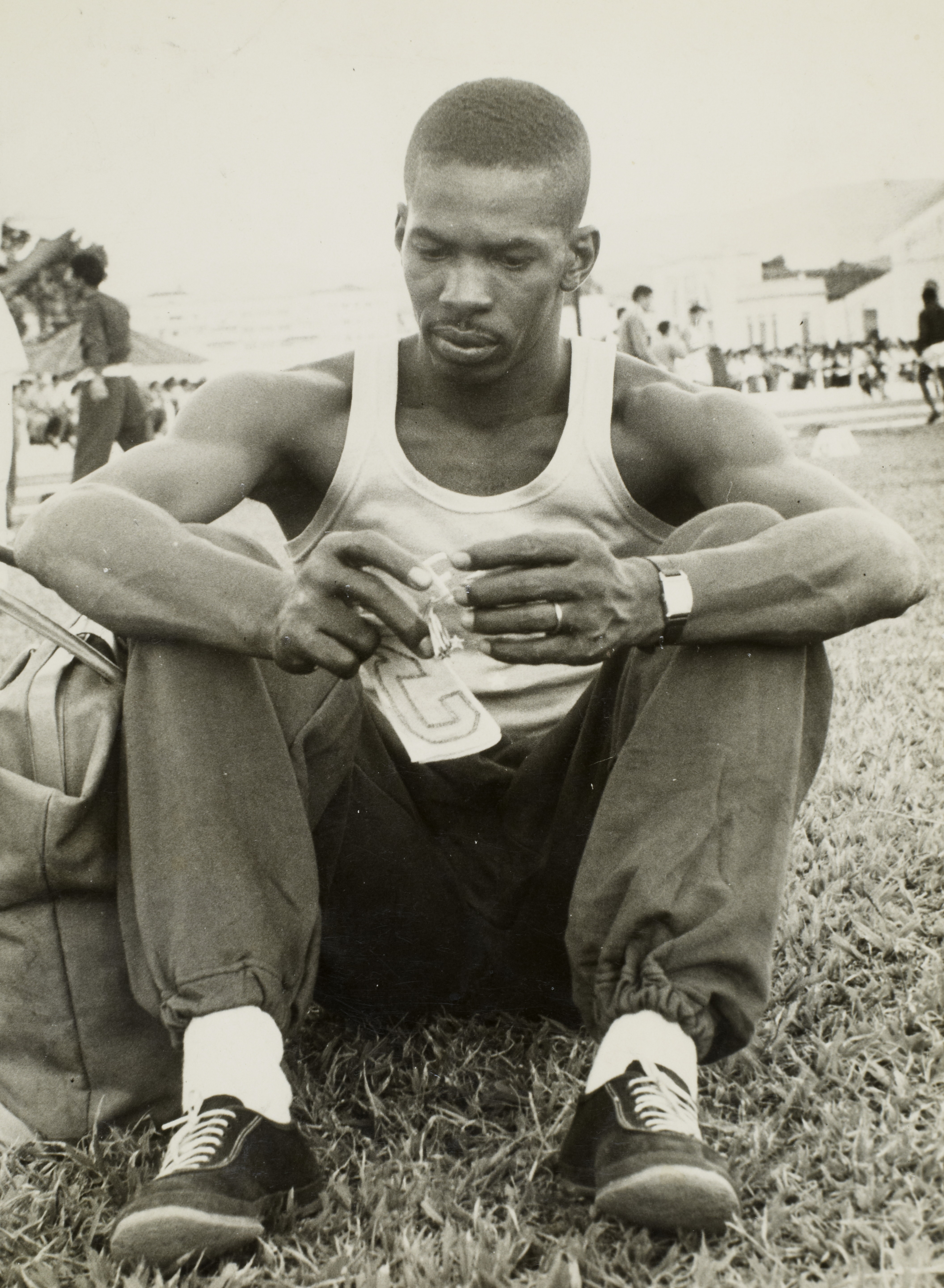
Adhemar da Silva sprang im vierten Durchgang mit olympischem Rekord zu seinem zweiten Olympiasieg
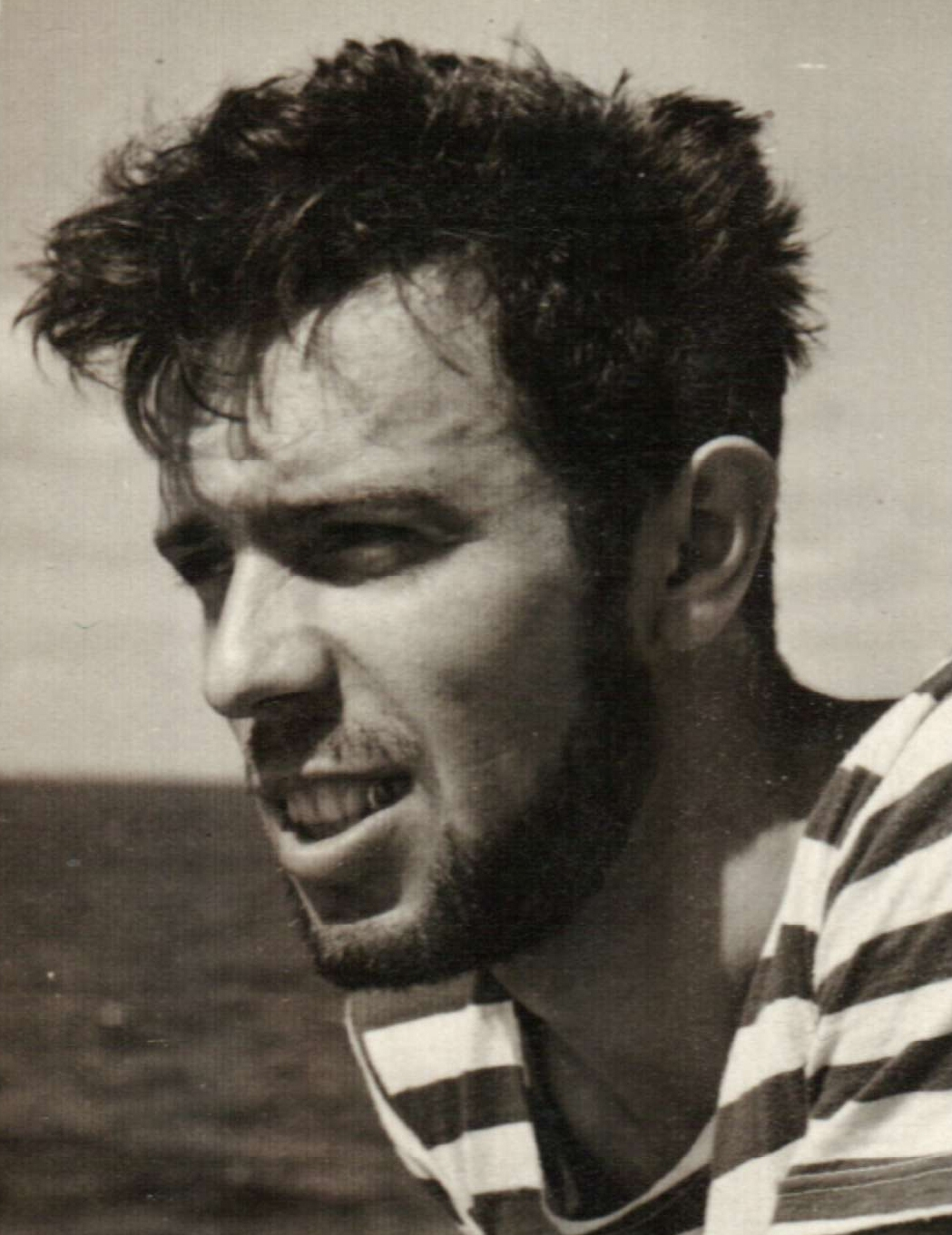
Der fünftplatzierte Martin Řehák
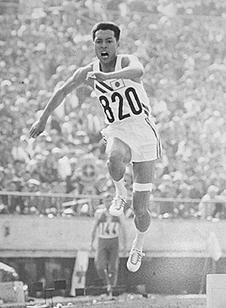
Kōji Sakurai belegte Rang sieben

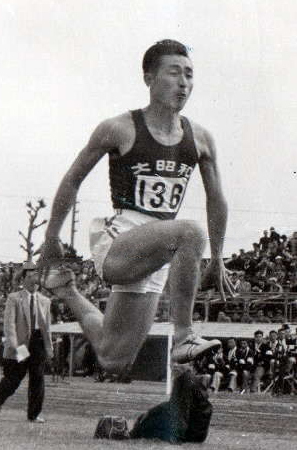
Teruji Kogake erreichte Platz acht
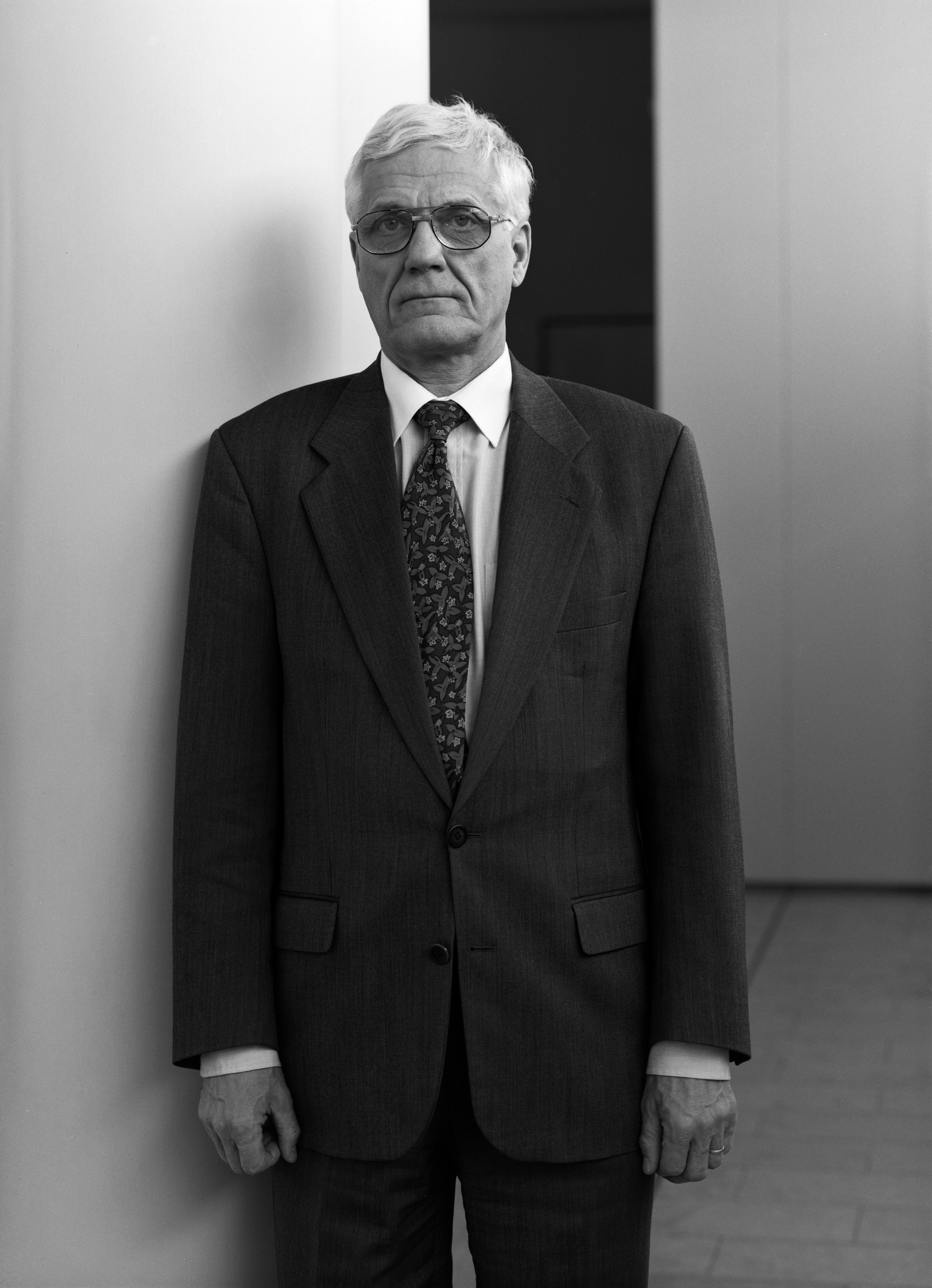
Kari Rahkamo (hier im Jahr 1996) kam auf den vierzehnten Platz

## Video
- Melbourne 1956 Official Olympic Film - Part 2 | Olympic History, Bereich: 3:26 min bis 4:13 min, youtube.com, abgerufen am 17. August 2021